# Bürmooser Moor

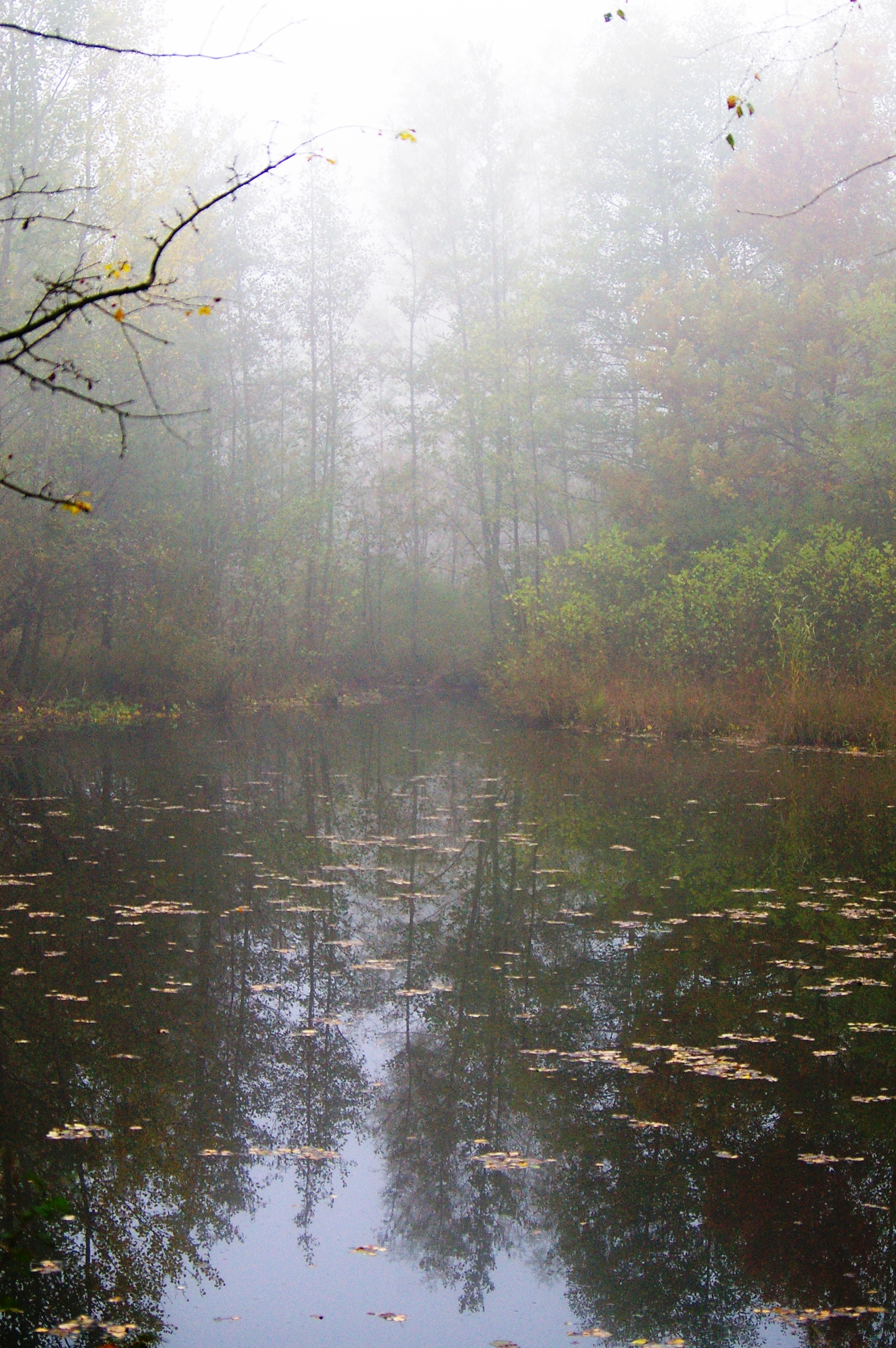
Im Bürmooser Moor

Das Bürmooser Moor ist ein rund 74 Hektar großes Moorgebiet in der Gemeinde Bürmoos im Norden des Bundeslandes Salzburg, etwa 25 km nördlich der Stadt Salzburg. Ab Mitte des 19. Jahrhunderts bis zum Jahr 2000 wurde darin Torf abgebaut, seither wird das Moor renaturiert. Es bildet zusammen mit dem angrenzenden Weidmoos und dem oberösterreichischen Ibmer Moor mit insgesamt rund 2000 ha das größte zusammenhängende Moorgebiet Österreichs. Das Bürmooser Moor steht seit Dezember 2008 unter Naturschutz und ist als Natura 2000-Schutzgebiet ausgewiesen.

## Geschichte

### Namen und Besitzverhältnisse

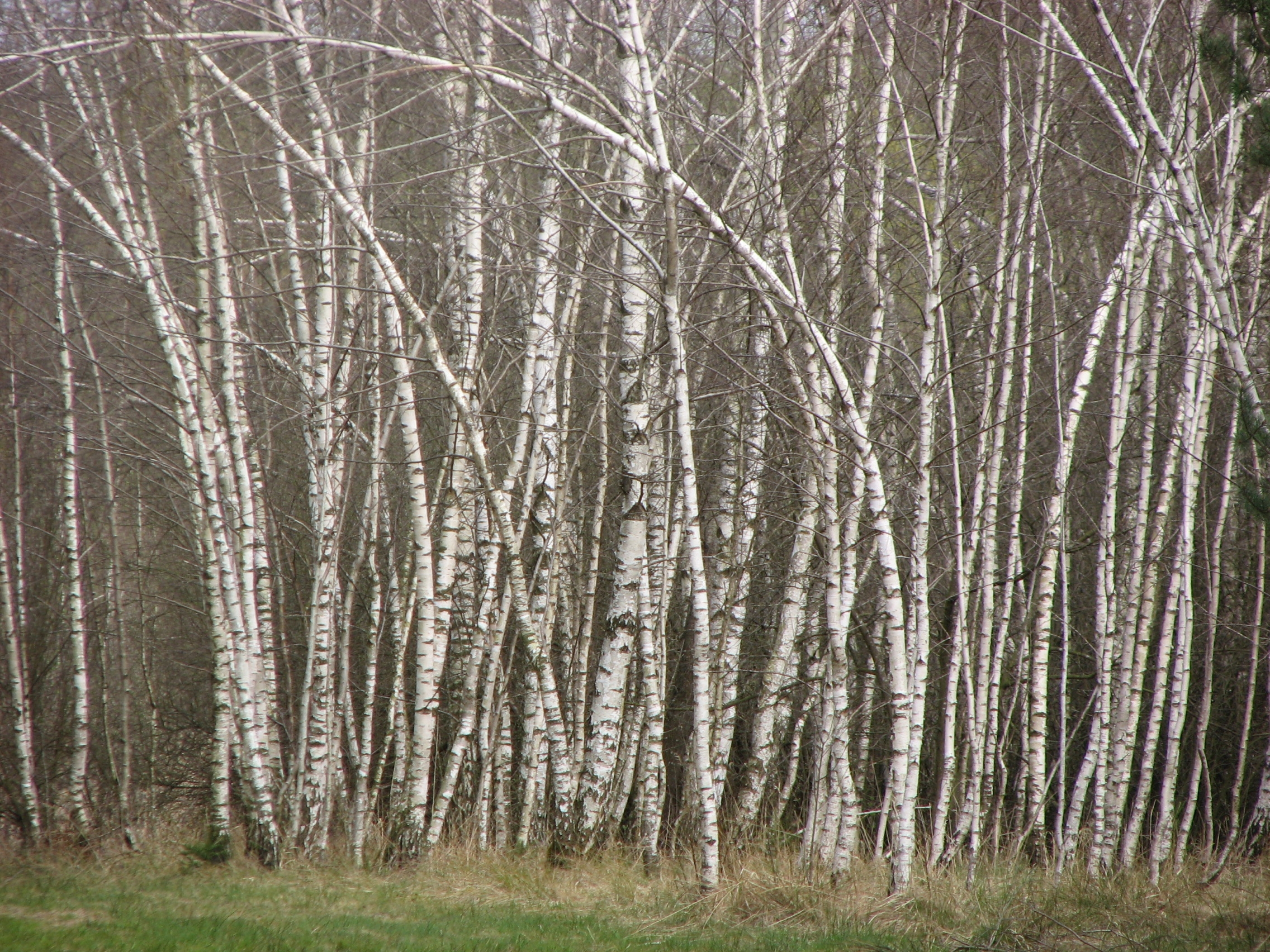
Birken im renaturierten Moor

→ Zum Namen Bürmoos siehe auch den entsprechenden Abschnitt im Artikel Bürmoos.
Der Name für das Moor lautete ursprünglich Biermoos (etymologisch zurückgehend auf Birkmoos;
Moos gilt trotz unterschiedlicher Wortherkunft schon seit dem Mittelalter besonders in Orts- und Flurbezeichnungen als inhaltliche Variante von Moor). Die vermutlich erste Nennung des Moores Biermoos findet sich 1796 in einer Landschaftsbeschreibung von Lorenz Hübner.
Im 19. Jahrhundert, als sich im Gebiet eine menschliche Ansiedlung entwickelte, ging der Name auf diese, die heutige Gemeinde Bürmoos, über. Für das Moor selbst entstand damit einhergehend die Zugehörigkeitsbezeichnung Bürmooser Moor.
Als frühere alternative Bezeichnungen werden Ziegelstadelmoos, Stierlingmoos und Bürmoor genannt. Für ersteren nimmt Schreiber (1913) den Umstand an, dass bereits vor der vollen wirtschaftlichen Ausbeute des Moores ab den 1850er Jahren Lehm für die Herstellung von Ziegeln gewonnen wurde und sich folglich die Bezeichnung von der Ziegelhütte ableite. Denn angeblich sprach man schon in Schriften aus der Zeit um 1800 von einem Ziegelstadelmoos. Auch späterhin ist mit Ziegelstadelmoos der östliche Teil des Moores gemeint, wo seine wirtschaftliche Nutzung ihren Anfang nahm.
Die Variante Stierlingmoos leitet sich von der Ortslage Stierling (heute im Süden von Bürmoos) her. Der Name Stierling wird bereits von Hübner genannt und ist auch im Franzisceisschen Kataster vorhanden, das Moorgebiet dort aber nur als Biermoos verzeichnet. Heute existiert noch der Stierlingwald, der im Kataster als südliche Begrenzung des Moores zu erkennen ist.
Das Moor bzw. Teile davon wurden im Laufe der Zeit auch nach den Besitzern benannt. Denn zurückgehend auf einen Erlass des Salzburger Erzbischofs Johann Ernst von Thun von 1700, dass „… alle Möser in den Gerichtsbezirken vor dem Gebirge beschrieben und urbar zu machen seien“, war es privaten Personen möglich, Moorgründe zu kaufen, wenn sie diese entsprechend besorgen würden. Eine tatsächliche Urbarmachung im Sinne einer nachhaltigen Trockenlegung kam aber vielerorts erst ab Beginn des 19. Jahrhunderts in Schwung.
Ab 1852 war der Hof- und Gerichtsadvokat Johannes Gstirner aus St. Johann im Pongau zu einem Drittel ideeller Miteigentümer des Moores, der mit dessen Erschließung im östlichen Teil, dem Ziegelstadelmoos, begann. 1862 kam es zu einer Realteilung, und die Gründe wurden auf die einzelnen Eigentümer festgeschrieben. Fortan wurde nun das Ziegelstadelmoos als Gstirnermoos bezeichnet. Ein weiterer Teil im Süden war im Besitz des Salzburgers Heinrich von Mertens, der dritte Teil ging an einen deutschen Reichsgrafen Lippe-Weißenfeld. 1877 verkaufte Gstirner seinen Besitz an den ebenfalls aus St. Johann stammenden Rechtsanwalt und Gutsbesitzer Joseph von Meittinger, welcher den Grund 1887 an den Leipziger Rechtsanwalt Eugen Zehme weiterverkaufte. Letzterer ging wieder in die Namensgebung des Moorgebiets ein. Die dort entstandene Ansiedlung Zehmemoos ist heute ein Ortsteil von Bürmoos mit diesem Namen. Von Meittinger ist in einem dortigen Straßennamen verewigt.
Als weitere Bezeichnung für einen Teil des Bürmooser Moores hatte sich der Name Wahamoor gebildet, der in der Gemeinde bis heute für ein Feuchtgebiet westlich von Zehmemoos verwendet wird. Namensgeber war Josef Waha, Bahnhofsvorsteher in Lamprechtshausen und nach Eugen Zehme späterer Besitzer der Ziegelei in Zehmemoos. Nach Waha ist innerhalb der Gemeinde Bürmoos auch der östliche Teil der Bürmooser Landesstraße L115 als Wahastraße benannt.
Der westlichste Teil des heutigen Moor-Schutzgebiets trägt auch die Bezeichnung Rodinger Moos oder Rodinger Winkel, benannt nach dem zur Gemeinde Sankt Georgen bei Salzburg gehörenden Dorf Roding.
Bis zur Bildung der selbständigen politischen Gemeinde Bürmoos im Jahr 1967 lag das Bürmooser Moor auf den Gemeindegebieten von Lamprechtshausen und Sankt Georgen bei Salzburg.

### Wirtschaftliche Bedeutung
Grund für den Erlass Graf von Thuns zur Nutzung und Ausbeutung der Salzburger Torfmoore war der Umstand, dass im 17. und 18. Jahrhundert die private Nutzung von Holz drastisch eingeschränkt worden war, da der Baumbestand für die Salzgewinnung in Hallein benötigt wurde. Doch erst ab etwa 1850 wurde mit der Nutzung des Bürmooser Moores in großem Ausmaß begonnen, als der dann dort gewonnene Torf als Brennstofflieferant für eine Glashütte interessant wurde. Die Ausbeute des Bürmooser Moores zusammen mit dem angrenzenden Weidmoos wurde von Hübner mit rund 6000 Tagbaue angegeben. (1 Tagbau bzw. Tagwerk entsprach rund 8200 Soden.) Die ursprüngliche Ausdehnung des Bürmooser Moores allein belief sich auf 437 Hektar, als abbaubares Gebiet werden 375 ha genannt.
Lange Zeit wurde der Torf händisch abgebaut, maschinell endgültig erst ab 1967 bis zu seiner Einstellung im Jahr 2000, obgleich es schon im 19. Jahrhundert seitens Johannes Gstirners Versuche maschineller Bearbeitung gab.

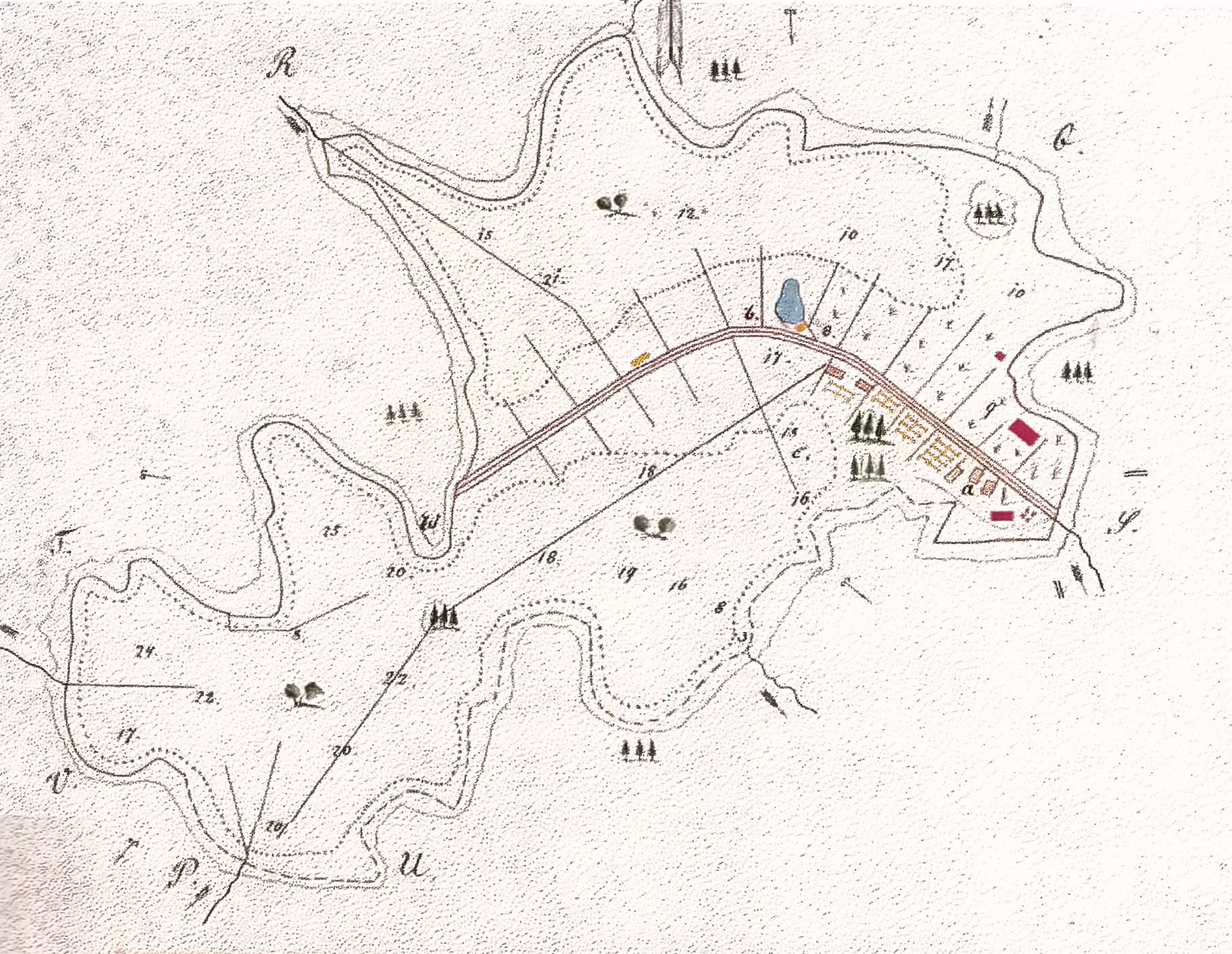
Karte des Bürmooser Moors von 1856 mit der Grundlosen Straße und ersten verzeichneten Bauten im Osten (Zehmemoos)

Eine erste industrielle Nutzung des Moores war der Versuch, Brenntorf zu stechen und auf dem Wasserweg bis nach Wien zu bringen, was aber letztendlich an den hohen Frachtkosten scheiterte. Heinrich von Mertens gründete 1866 eine Teerfabrik, die aber bereits 1868 in Konkurs ging. Lorenz von Stein kaufte aus der Konkursmasse die Fabrik und das Gut mit der Ziegelei und gründete 1871 die „Salzburger Torfmoorgesellschaft“ mit Sitz in Wien. Die Firma begann 1873 mit der Herstellung von Glas, einem Wirtschaftszweig, der bis 1929 Bestand hatte. 1879 ging die Torfmoorgesellschaft in Konkurs und Alois Kupfer und sein Schwiegersohn Ignaz Glaser aus Prag übernahmen die Glashütte.
Ab 1893 wurde auch Torfstreu für die Bauernschaft hergestellt, womit man versuchte, die Beschaffung von Waldstreu für das Vieh einzudämmen, da diese die Wälder oft in Mitleidenschaft zog. Wie der Torf wurde auch diese bis zur Errichtung einer Bahnlinie mittels Fuhrwerken nach Laufen gebracht und von dort auf dem Wasserweg auf Salzach, Inn und Donau weitertransportiert. Die Bauern nahmen die Torfstreu jedoch kaum an und der Betrieb wurde nach einiger Zeit wieder eingestellt.
In der Zeit der großen Wirtschaftskrise in den 1930er Jahren war der Torfstich eine wichtige Erwerbsquelle für die Bewohner von Bürmoos. In privaten oder gemeindeeigenen Torfstichen sowie in ausgewiesenen Gebieten, die im Besitz der Salzburger Landesregierung waren, durfte von der Bevölkerung Torf gestochen werden. Das Heizmaterial wurde zum Eigenbedarf, aber auch als Zahlungsmittel gegenüber Kaufleuten verwendet.
1947 begann die Österreichische Stickstoffwerke AG Linz mit rund 130 Beschäftigten mit der großindustriellen Herstellung von Brenntorf und Torfmull; ab Mitte der 1950er Jahre wurde nur noch Torfmull produziert. 1958 wurde mit dem Fräsabbau begonnen, der bis 2000 betrieben wurde.
Der lehmige Untergrund des Moorgebiets war wohl schon vor Mitte des 19. Jahrhunderts für Ziegelgewinnung verwendet worden. Der Betrieb florierte lange Zeit und wurde 1976 geschlossen.
Die im 19. Jahrhundert aufkommende Kultur der Moorbäder, wie sie in der Region auch in der Salzburger Moosstraße lange Bestand hatte, ist im Gebiet des Bürmooser Moores und des Weidmooses zu jener Zeit nicht vorhanden. Erst 1923 wurde das (im Gemeindegebiet von Sankt Georgen befindliche) Moorbad St. Felix gegründet, das noch heute als Kuranstalt mit eigener Moorgewinnung besteht.

### Infrastruktur

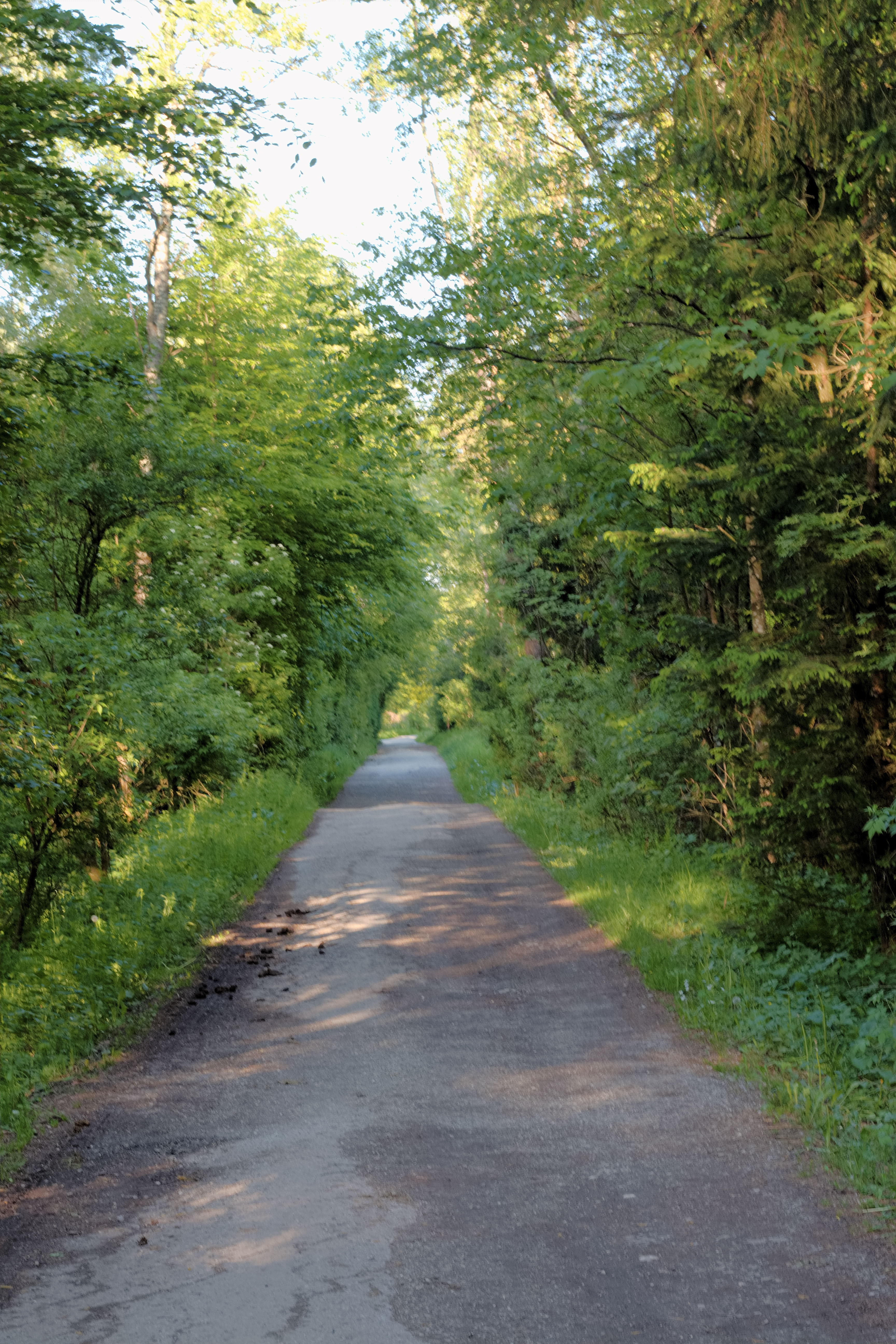
Die Grundlose Straße heute

Den Anfang nahm die Erschließung des Bürmooser Moores im östlichen Bereich bei Zehmemoos. Im Zuge dessen wurde zuerst ein über zwei Kilometer langer Fahrweg angelegt, der als erste Wegverbindung zwischen Lamprechtshausen und dem heutigen Bürmoos gilt und noch heute als Grundlose Straße existent ist. Die Bezeichnung weist auf den unfesten Untergrund hin und schließt sich in der Namensgebung an den damals hier vorhandenen, rund 1,5 m tiefen Grundlosen See an, der bereits bei Hübner genannt wird.
Im weiteren Bereich des Straßenbeginns wurde ein Torflager errichtet, wo das auf Schiene antransportierte Torf ab 1896 auch auf die Salzburger Lokalbahn umgeladen wurde.
Bockerlbahn
Zum Zweck des Torftransports wurde ab 1882 im Bürmooser Moor sowie etwas später im angrenzenden Weidmoos eine Bockerlbahn genannte Feldbahn angelegt. Die 600 mm breite Schmalspurbahn hatte Anfang des 20. Jahrhunderts eine Länge von 14 Kilometer, ihre größte Ausdehnung betrug zur Zeit des maschinellen Torfabbaus 24 Kilometer. Der Fuhrpark bestand über die Zeit aus insgesamt 14 Lokomotiven, 5 Personen- und ca. 150 Torfloren. Der letzte Torftransport wurde Ende Juni 2000 durchgeführt, der Betrieb insgesamt im Oktober des Jahres eingestellt.
Im Zuge der Renaturierung durch den Torferneuerungsverein Bürmoos wurde beschlossen, das Schienennetz weitgehend abzubauen. Versuche, einen Teil der Bahn zum einen als Industriedenkmal zum anderen zu touristischen Zwecken zu erhalten, hatten wenig Erfolg. Im Besucherzentrum sind noch eine Lok und drei Wagen sowie weitere drei Wagen im Kreisverkehr Lamprechtshausen zu sehen. Hauptsächlich im Weidmoos existieren noch Gleisreste.

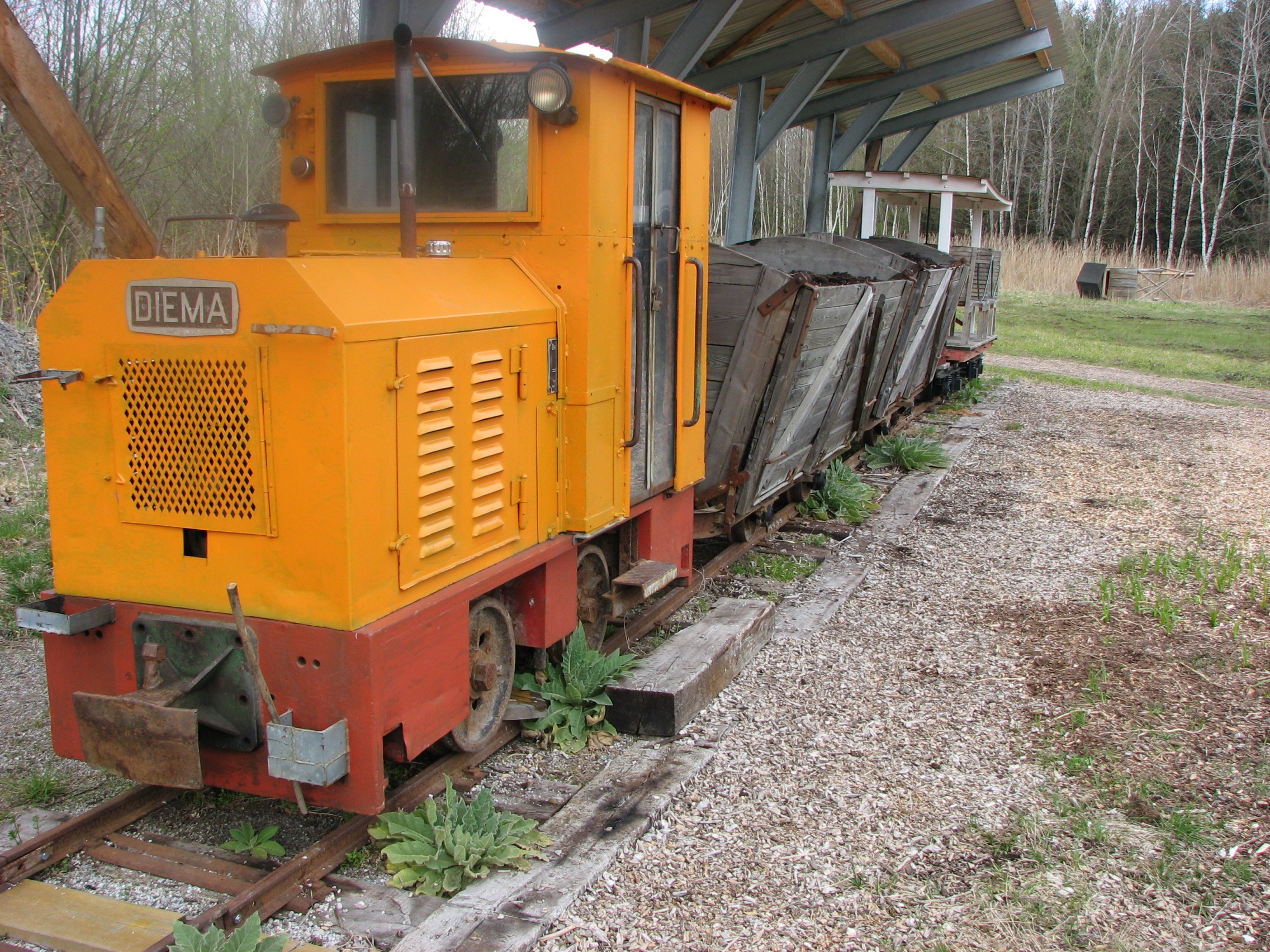
Eine Garnitur der Bockerlbahn im Besucherzentrum
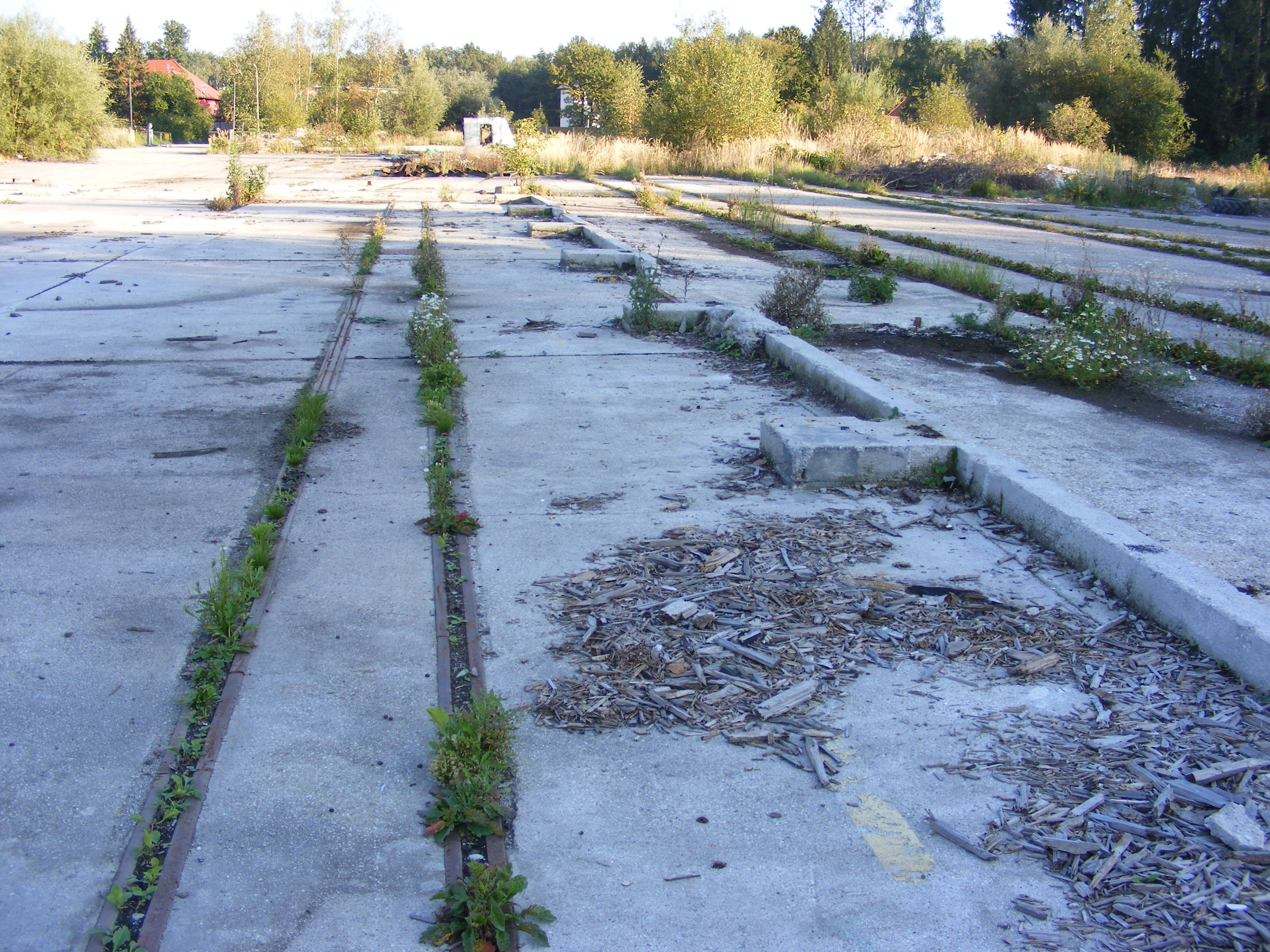
Gleisreste der Bockerlbahn nahe der Umladestelle zur Salzburger Lokalbahn (2010)
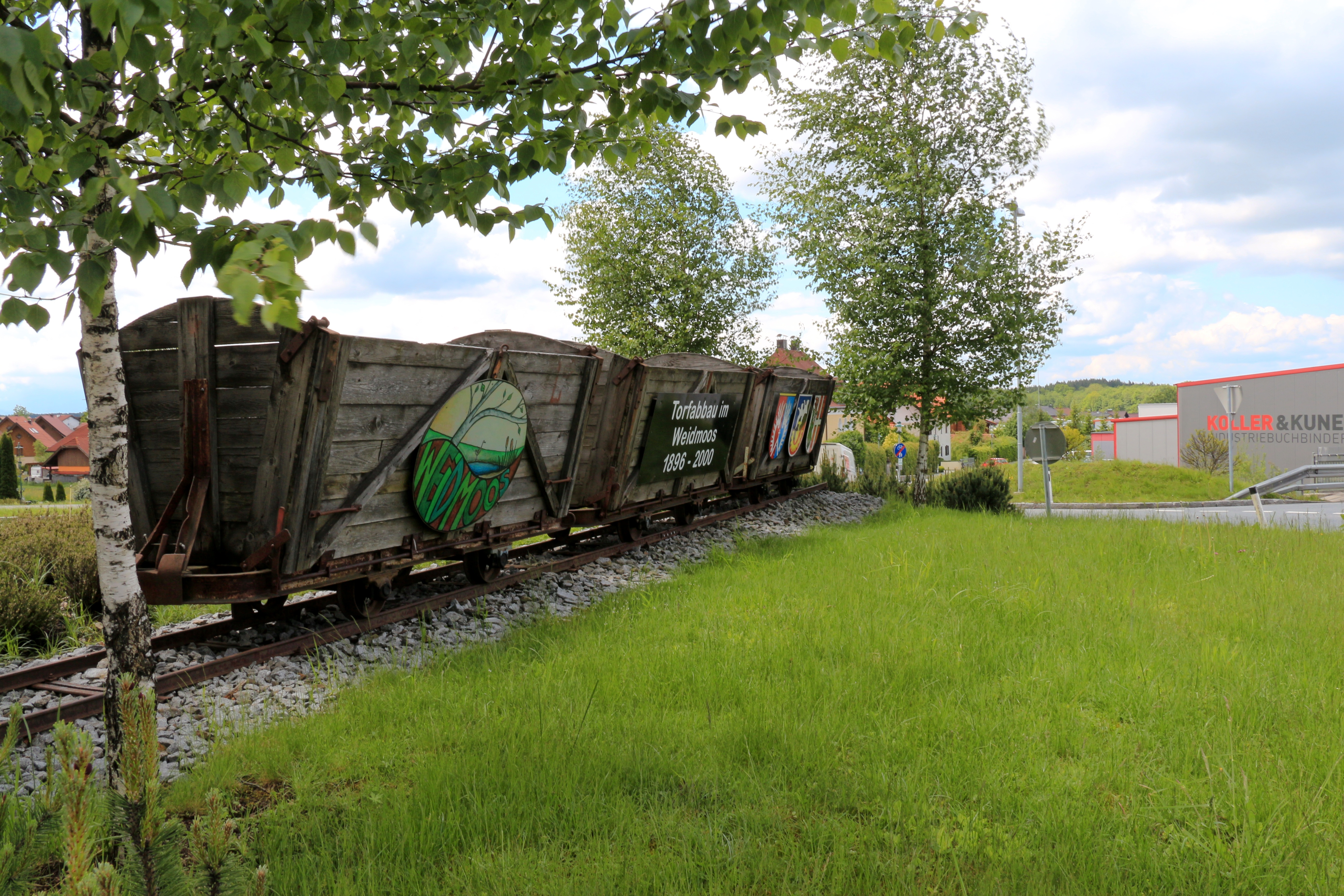
Feldbahnwagen ausgestellt im Kreisverkehr Lamprechtshausen

### Funde
Die Gegend war wohl schon zu urgeschichtlicher Zeit besiedelt. Denn bei Grabungsarbeiten wurde 1851 in sechs Meter Tiefe eine gut erhaltene Moorleiche gefunden, deren Alter man auf die Jungsteinzeit datiert.
An der Grundlosen Straße wurden 1944 an einem Weiher Bronzenadeln gefunden, woraus man eine keltische Besiedelung ableitet.

## Natur

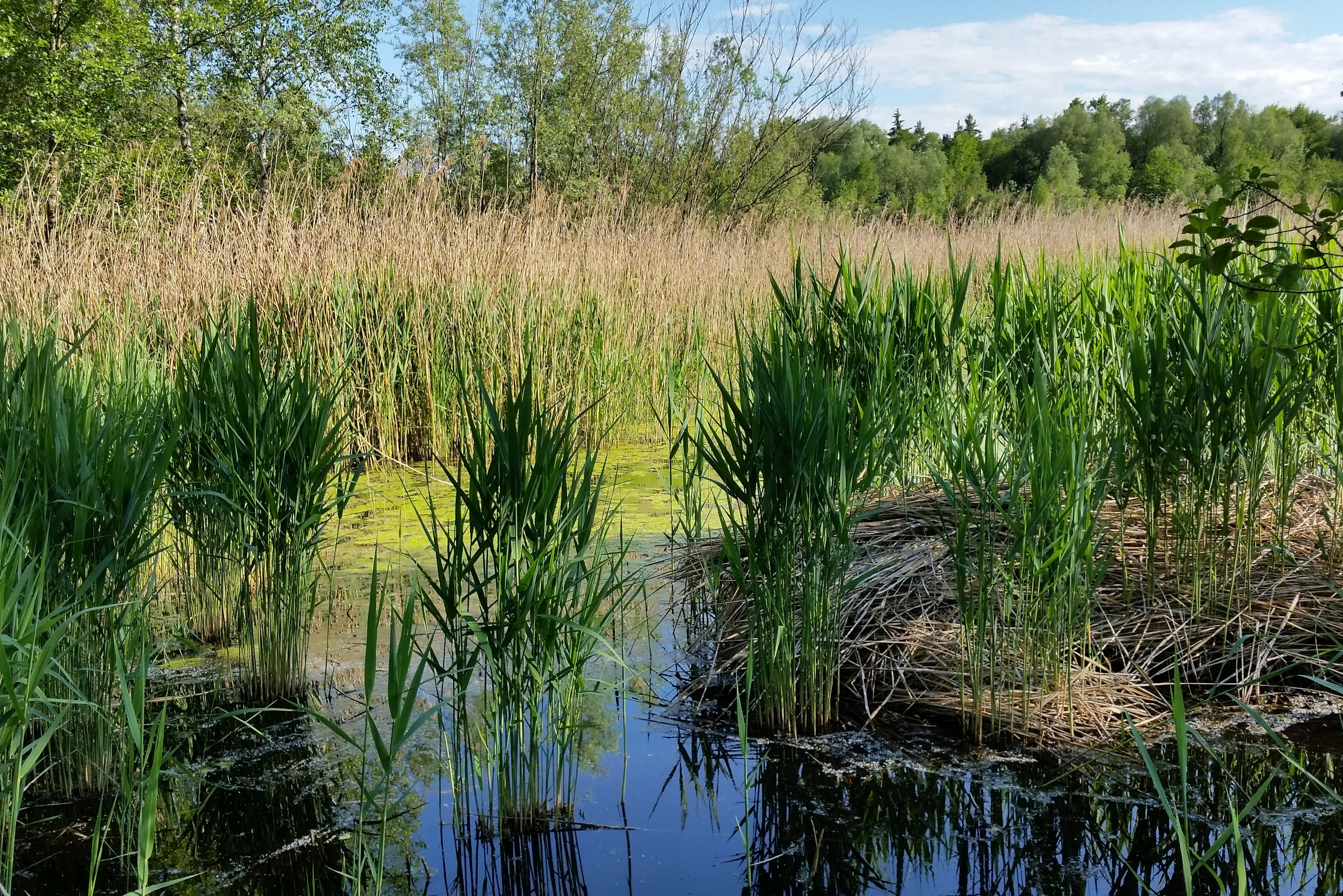
Im Bürmooser Moor im Mai

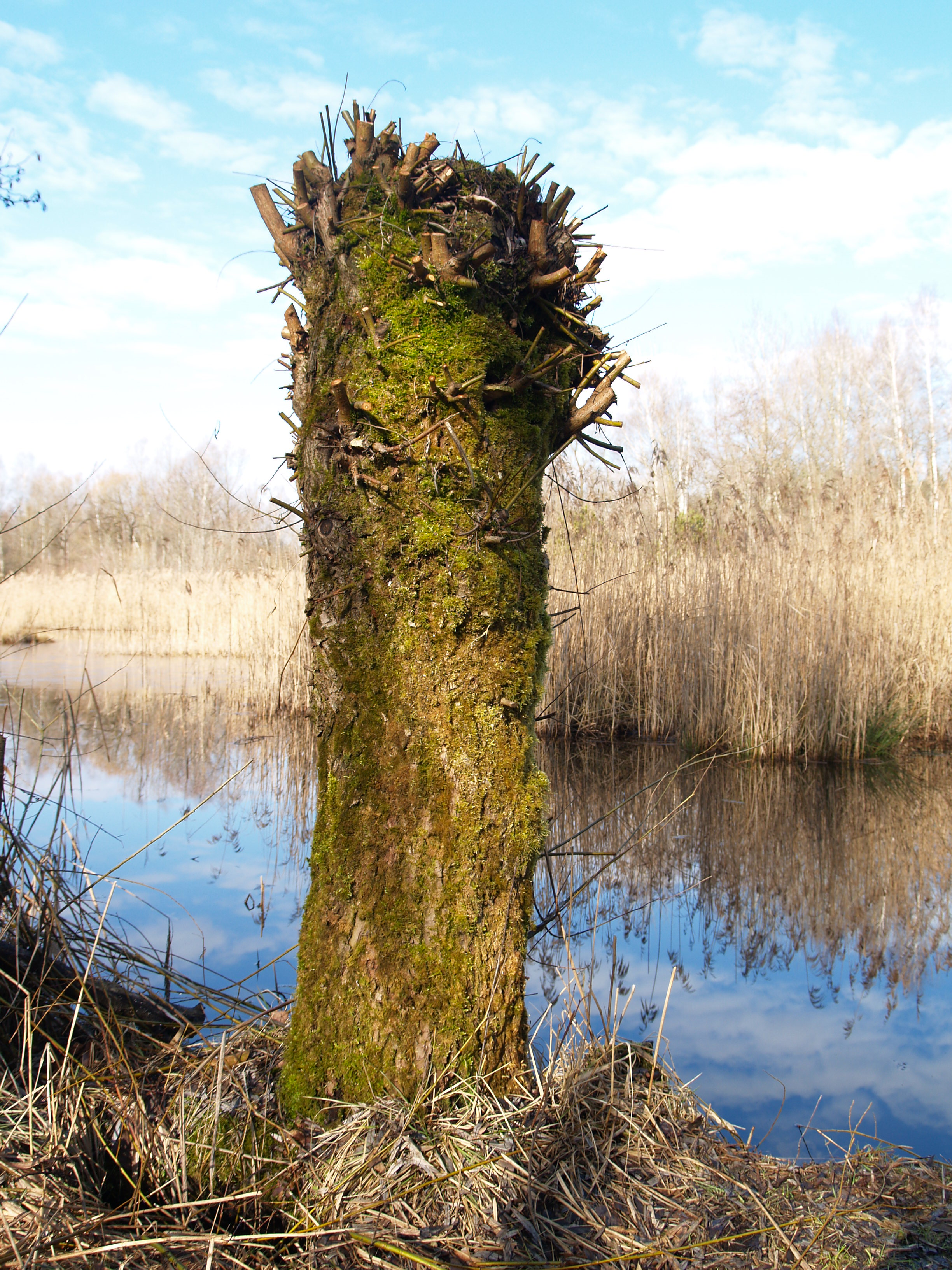
Im Bürmooser Moor im Mai

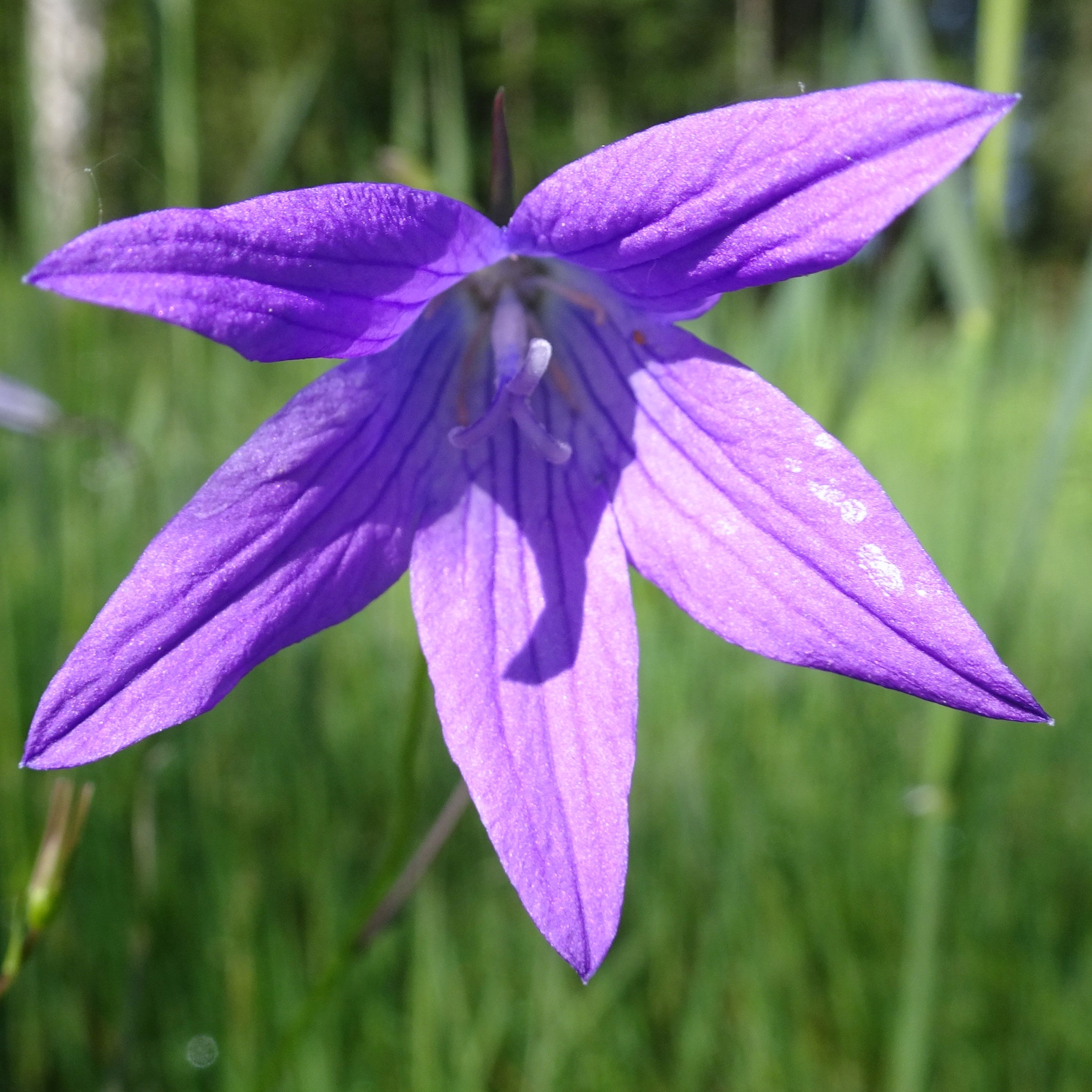
Wiesenglockenblume

Das Bürmooser Moor war ursprünglich Teil eines großen Moorkomplexes im Alpenvorland, ein dessen Rest auch das angrenzende Weidmoos bildet. Es liegt in einer Mulde zwischen Endmoränen der letzten Eiszeit auf 435 m ü. A.. Vor der Trockenlegung und der Torfgewinnung war es ein rund 200 ha großes Hochmoor.
Mit dem einsetzenden Torfabbau veränderte sich auch das Land. Hinterließ der händische Abbau zwar eine veränderte Landschaft, so war sie doch noch moorähnlich und durchaus artenreich. Beim maschinellen Torfabbau hingegen blieb eine völlig ausgetrocknete, wüstenähnliche, weitgehend tote Landschaft zurück. So begann man 1985 mit den ersten Versuchen einer Renaturierung der abgetorften Flächen. 1993 wurde der Torferneuerungsverein Bürmoos gegründet. Inzwischen sind bedeutende Flächen renaturiert. Das Wasser wurde wieder rückgestaut, Feuchtbiotope wurden angelegt und zahlreiche Bäume, Sträucher und andere Pflanzen gesetzt. Für die diesbezüglichen Bemühungen hat der Torferneuerungsverein etliche Preise erhalten, und das Bürmooser Moor wurde 2002 zum europäischen Vogelschutzgebiet Natura 2000 und 2008 zum Naturschutzgebiet erklärt. Die Größe der Schutzzone beläuft sich auf rund 58 Hektar.
Das Bürmooser Moor ist mittlerweile zu einem Lebensraum aus zweiter Hand geworden, das zahlreiche seltene, vielfach in der Umgebung schon ausgestorben geglaubte Pflanzen, Amphibien, Reptilien und Vögel beheimatet. Das Moor ist als Vogelschutzgebiet dahingehend bedeutsam, dass die Wasser- und Feuchtflächen abwechselnd mit Gehölzen wichtige Brut-, Rast- und Überwinterplätze für die Tiere bieten. Als bedeutende Vertreter wurde dabei gesichtet: Weißsterniges Blaukehlchen, Silberreiher, Bekassine, Zwergdommel und andere. Von den Amphibien und Reptilien sind unter anderem Kammmolch und Springfrosch bedeutsam und andere Froscharten sowie Zauneidechse, Blindschleiche, Ringelnatter, Schlingnatter und Kreuzotter vorhanden. Außerdem trägt der Biber wesentlich zur Bildung der Feuchtflächen bei. Aus dem Pflanzenreich siedeln sich auf den Streu- und Feuchtwiesen immer mehr typische Arten an wie Sibirische Schwertlilie, Geflecktes und Breitblättriges Knabenkraut und der Sumpf-Haarstrang. Weiters sind noch kleine Teile der ursprünglichen Hochmoorvegetation erhalten, wo unter anderem Torfmoose, Rundblättriger Sonnentau, Moosbeeren und Heidekraut wachsen. An den Wasserstauflächen gedeihen Wasserschlauch-Arten, Froschlöffel und Schilfrohr.
Im Naturraum der Gemeinde bis in das Schutzgebiet hinein existiert seit 1996 ein Naturlehrpfad, der die Flora und Fauna des Bürmooser Moors sowie dessen Geschichte erläutert. Im Schutzgebiet selbst gibt es einen Wanderrundweg und ein Besucherzentrum.
Mit dem Lehmabbau einhergehend entstand ein Ziegelteich, der in den 1970er Jahren im Zuge der Schließung der Ziegelfabrik für die Allgemeinheit nutzbar gemacht wurde. Der früher Waha-See, heute meist Bürmooser See, amtlich auch Bürmooser Weiher genannte See ist Erholungsraum und dient auch als Angelgewässer.

## Überlieferung
Aus der wirtschaftlichen Vergangenheit erklärt sich, dass das Moor in Geschichte und Gegenwart einen zentralen Anteil an der Identität der Bürmooser Bevölkerung einnimmt, zumal die Entstehung der Gemeinde der Zuwanderung von Arbeitern aus verschiedenen Ländern zu verdanken ist; zuerst für den Abbau des hier vorhandenen Torfes und später von denjenigen, die in der Glashütte beschäftigt wurden, welche nicht zuletzt aufgrund des qualitätsvollen Torfs als Heizmaterial hier errichtet worden war. Der örtliche Verein Geschichte Bürmoos erreichte es, dass im Ortszentrum das Torf-Glas-Ziegel-Museum eröffnet werden konnte, das sich der industriellen Geschichte und damit der Gründung der Gemeinde widmet.
An die wirtschaftliche Geschichte erinnern im Ortszentrum außerdem zwei Skulpturen: Ein Statuenpaar zeigt einen Glasbläser und ein Torf tragendes Mädchen, und im Tor der Zukunft von Werner Pink sind Torf, Glas und Ziegel als Materialien eingearbeitet.

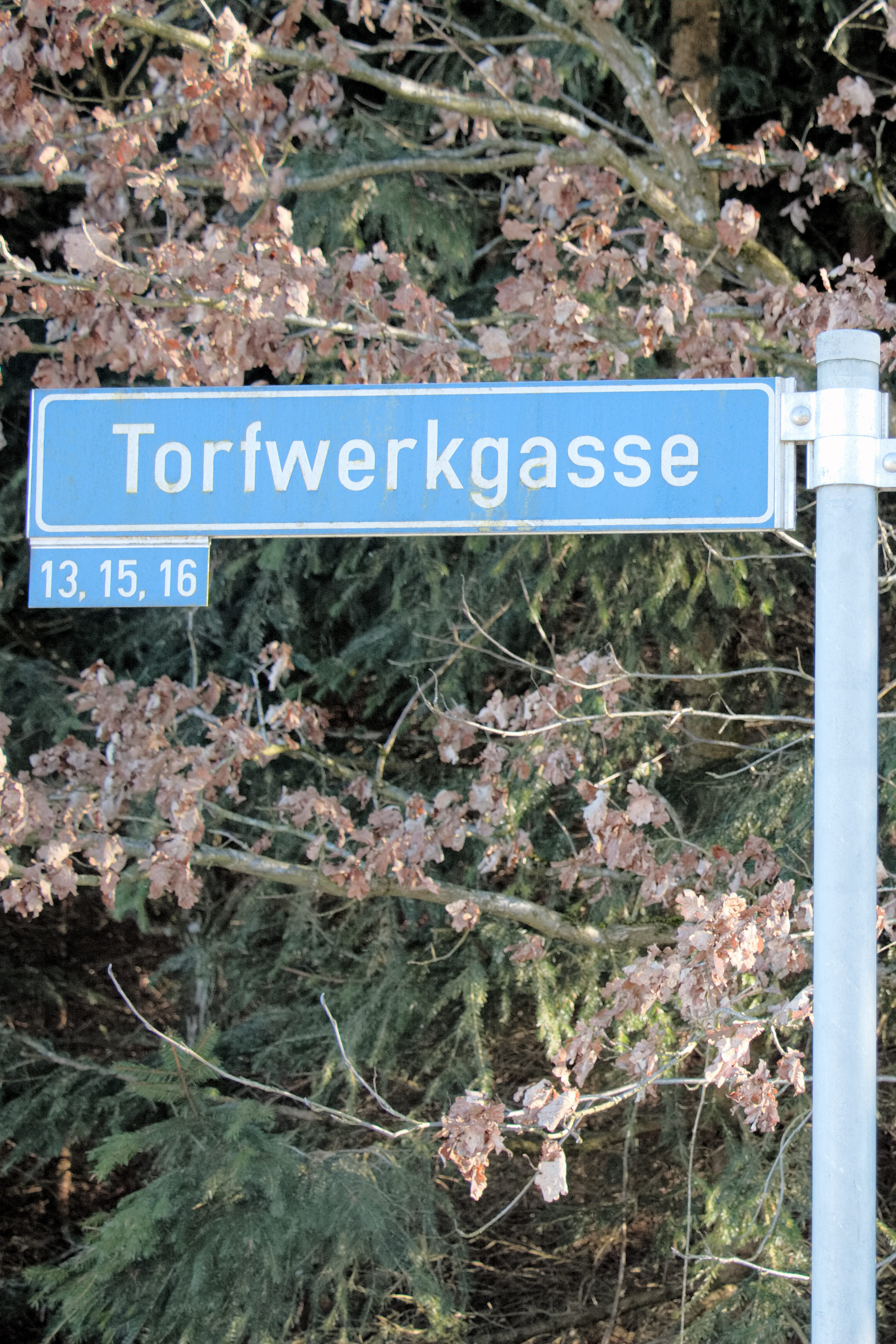
Torfwerkgasse in Zehmemoos
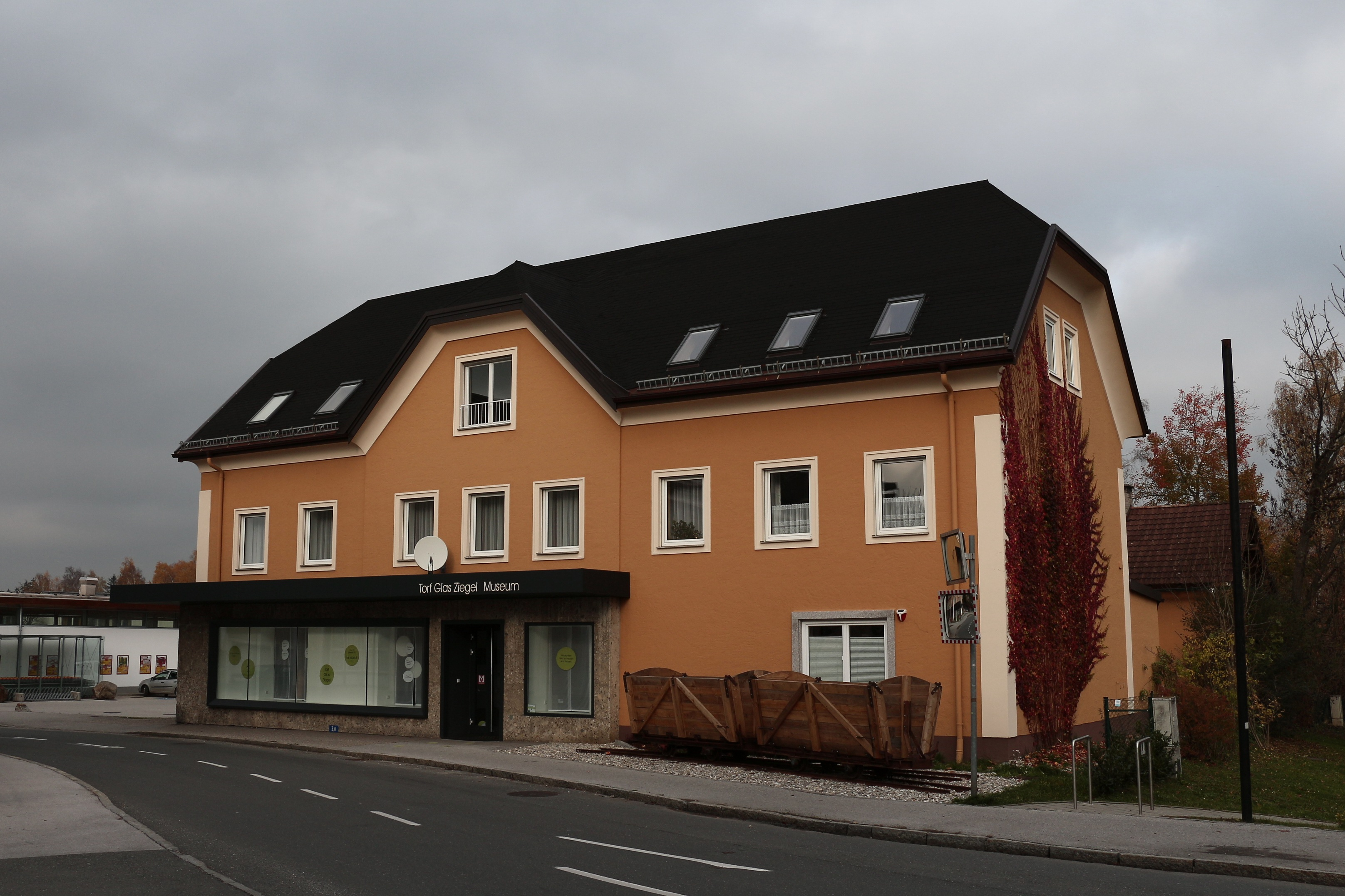
Das Torf-Glas-Ziegel-Museum mit ausgestellten Torfloren
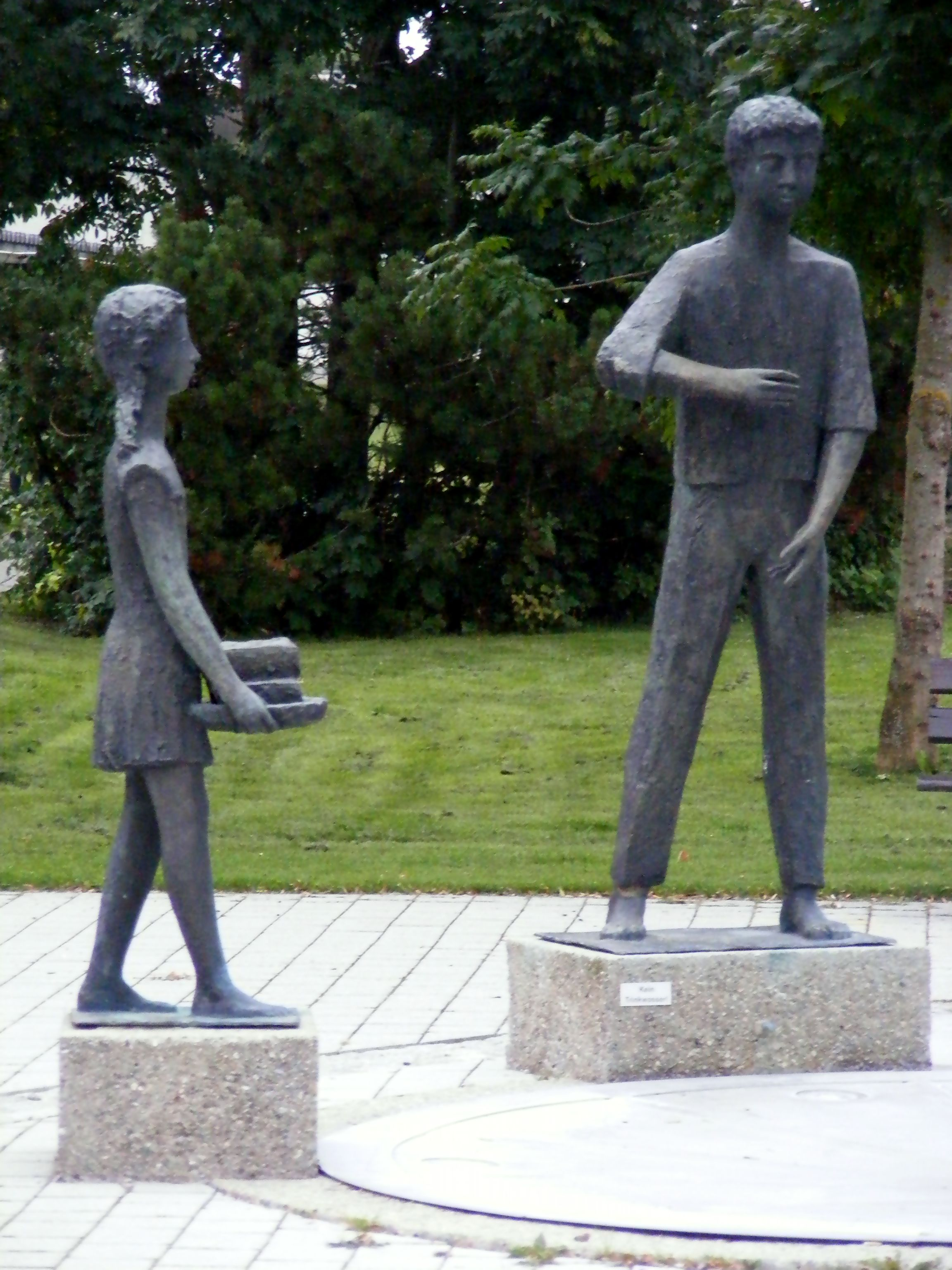
Torf tragendes Mädchen und Glasbläser

Neben den Orts- und den Straßennamen nach Personen, die mit der Geschichte des Moores verbunden sind, existiert im Ortsteil Zehmemoos weiterhin die Torfwerkgasse, die an den ehemaligen Betrieb
erinnert.
Das Bürmooser Moor in der Literatur
Als Leiter der einstigen Salzburger Torfmoorverwertungsgesellschaft wird ein Dr. G. Thenius genannt, der nach seinem Ausscheiden aus dem Betrieb ein Buch betitelt mit Die Torfmoore Österreichs herausgebracht habe, das sich fast ausschließlich mit dem befasse, was mit dem Lehm und dem Torf des Bürmooser Moors hergestellt werden könne. Das Buch gilt aber mehr als Fiktion denn als realistisches Sachbuch.
Die wirtschaftliche Entwicklung des Moores und die damit zusammenhängende Entstehung des Ortes Bürmoos wird literarisch nachgezeichnet in der Romantrilogie Die Glasbläser von Bürmoos von Georg Rendl, dessen erster Teil Menschen im Moor erstmals 1935 erschienen ist.